# Liga Konferencji Europy UEFA (2023/2024)/Faza kwalifikacyjna (ścieżka mistrzowska)
Artykuł prezentuje szczegółowe dane dotyczące rozegranych meczów, które miały na celu wyłonienie 5 drużyn piłkarskich, które wezmą udział w fazie grupowej Ligi Konferencji Europy UEFA 2023/2024. Faza kwalifikacyjna trwała od 27 lipca do 31 sierpnia 2023.

## Terminarz
Losowania każdej rundy będą odbywały się w siedzibie UEFA w Nyonie, w Szwajcarii.
| Faza         | Runda                        | Data losowania  | Pierwszy mecz    | Rewanż           |
| ------------ | ---------------------------- | --------------- | ---------------- | ---------------- |
| Kwalifikacje | Druga runda kwalifikacyjna   | 21 czerwca 2023 | 27 lipca 2023    | 3 sierpnia 2023  |
| Kwalifikacje | Trzecia runda kwalifikacyjna | 24 lipca 2023   | 10 sierpnia 2023 | 17 sierpnia 2023 |
| Play-off     | Play-off                     | 7 sierpnia 2023 | 24 sierpnia 2023 | 31 sierpnia 2023 |

## II runda kwalifikacyjna
Do startu w II rundzie kwalifikacyjnej uprawnionych było 16 drużyn (13 z I rundy kwalifikacji Ligi Mistrzów i 3 z rundy wstępnej kwalifikacji Ligi Mistrzów), z czego 13 było rozstawionych.

### Podział na koszyki
Zespoły podzielono na 3 koszyki. Za rozstawione drużyny uznano zespoły, które odpadły w I rundzie kwalifikacyjnej Ligi Mistrzów UEFA, natomiast za nierozstawione uznano zespoły, które odpadły w Rundzie wstępnej kwalifikacji Ligi Mistrzów UEFA.
| Grupa 1                | Grupa 1 |
| ---------------------- | ------- |
| Drużyny rozstawione    |         |
| Drużyna                |         |
| Ferencvárosi TC        |         |
| Swift Hesperange       |         |
| Shamrock Rovers        |         |
| The New Saints F.C.    |         |
| Valmiera FC            |         |
| Drużyny nierozstawione |         |
| Drużyna                |         |
| SP Tre Penne           |         |

| Grupa 2                | Grupa 2 |
| ---------------------- | ------- |
| Drużyny rozstawione    |         |
| Drużyna                |         |
| Farul Konstanca        |         |
| Partizani Tirana       |         |
| Dinamo Tbilisi         |         |
| Ħamrun Spartans        |         |
| Urartu Erywań          |         |
| Drużyny nierozstawione |         |
| Drużyna                |         |
| Atlètic D'Escaldes     |         |

| Grupa 3                | Grupa 3 |
| ---------------------- | ------- |
| Drużyny rozstawione    |         |
| Drużyna                |         |
| Ballkani               |         |
| FK Struga              |         |
| Larne F.C.             |         |
| Drużyny nierozstawione |         |
| Drużyna                |         |
| Budućnost Podgorica    |         |

### Pary II rundy kwalifikacyjnej
| Drużyna 1                            | Wynik dwumeczu | Drużyna 2           | Pierwszy mecz | Drugi mecz |
| ------------------------------------ | -------------- | ------------------- | ------------- | ---------- |
| SP Tre Penne                         | 0:10           | Valmiera FC         | 0:3           | 0:7        |
| Ferencvárosi TC                      | 6:0            | Shamrock Rovers     | 4:0           | 2:0        |
| The New Saints F.C.                  | 3:4            | Swift Hesperange    | 1:1           | 2:3        |
| Atlètic D'Escaldes                   | 1:5            | Partizani Tirana    | 0:1           | 1:4        |
| Ħamrun Spartans                      | 3:1            | Dinamo Tbilisi      | 2:1           | 1:0        |
| Farul Konstanca                      | 6:4            | Urartu Erywań       | 3:2           | 3:2        |
| FK Struga                            | 5:3            | Budućnost Podgorica | 1:0           | 4:3        |
| Ballkani                             | 7:1            | Larne F.C.          | 3:0           | 4:1        |
| Po lewej gospodarz pierwszego meczu. |                |                     |               |            |

### Pierwsze mecze
| 125 lipca 2023 | SP Tre Penne | 0:3   | Valmiera FC               |                                                                   |
| 20:45 CEST     |              | (0:1) | 33', 54' Mena · 47' Ndoye | San Marino Stadium, Serravalle Widzów: 303 Sędzia: Miloš Bošković |

| 227 lipca 2023 | Ferencvárosi TC                                     | 4:0   | Shamrock Rovers |                                                                      |
| 19:00 CEST     | Sigér 16' · Ramírez 32' · Traoré 47' · B. Varga 74' | (2:0) |                 | Groupama Aréna, Budapeszt Widzów: 10 735 Sędzia: Ashot Ghaltakhchyan |

| 325 lipca 2023 | The New Saints F.C. | 1:1   | Swift Hesperange |                                                         |
| 20:00 CEST     | Holden 74'          | (0:1) | 14' Martins      | Park Hall, Oswestry Widzów: 789 Sędzia: Jasper Vergoote |

| 425 lipca 2023 | Atlètic D'Escaldes | 0:1   | Partizani Tirana |                                                               |
| 17:00 CEST     |                    | (0:0) | 53' Mba          | Estadi Comunal, Andora Widzów: 155 Sędzia: Robert Ian Jenkins |

| 525 lipca 2023 | Ħamrun Spartans  | 2:1   | Dinamo Tbilisi |                                                                 |
| 20:00 CEST     | Mbong 81', 90+8' | (0:0) | 60' Marušić    | Centenary Stadium, Ta’ Qali Widzów: 1 319 Sędzia: Miloš Gigovic |

| 627 lipca 2023 | Farul Konstanca                         | 3:2   | Urartu Erywań              |                                                             |
| 19:30 CEST     | Băluță 27' · Mazilu 45+4' · Larie 90+5' | (2:2) | 23' Maksimenko · 38' Zotko | Stadion Viitorul, Ovidiu Widzów: 3 912 Sędzia: Martin Dohal |

| 726 lipca 2023 | FK Struga   | 1:0   | Budućnost Podgorica |                                                                    |
| 17:00 CEST     | Ibraimi 30' | (1:0) |                     | Stadion Biljanini Izwori, Ochryda Widzów: 700 Sędzia: Artem Kuczin |

| 825 lipca 2023 | Ballkani                                      | 3:0   | Larne F.C. |                                                                             |
| 20:45 CEST     | Rrahmani 26' (k.) · Kryeziu 33' · Gripshi 67' | (2:0) |            | Stadion im. Fadila Vokrriego, Prisztina Widzów: 2 500 Sędzia: Denis Szurman |

### Rewanże
| 11 sierpnia 2023 | Valmiera FC                                                                                   | 7:0   | SP Tre Penne |                                                                |
| 17:00 CEST       | Toņiševs 3', 68' · Nigretti 6' (sam.) · Veips 9' · Kayramani 12' · Ndoye 73' · Jaunzems 90+3' | (4:0) |              | Jāņa Daliņa stadions, Valmiera Widzów: 978 Sędzia: Tomas Klima |

| 23 sierpnia 2023 | Shamrock Rovers | 0:2   | Ferencvárosi TC                 |                                                              |
| 21:00 CEST       |                 | (0:1) | 31' Zachariassen · 90' S. Mmaee | Tallaght Stadium, Dublin Widzów: 3 737 Sędzia: Tomasz Musiał |

| 31 sierpnia 2023 | Swift Hesperange                    | 3:2 | The New Saints F.C.        |                                                                       |
| 20:00 CEST       | Stolz 2' · Alioui 62' · Martins 66' |     | 22' (k.), 71' (k.) McManus | Stade de Luxembourg, Luksemburg Widzów: 1 541 Sędzia: Ishmael Barbara |

| 41 sierpnia 2023 | Partizani Tirana                            | 4:1   | Atlètic D'Escaldes |                                                                  |
| 20:45 CEST       | Cara 28', 45+1' · Rrapaj 64' · Grezda 90+5' | (2:0) | 90+4' (k.) Piloto  | Arena Kombëtare, Tirana Widzów: 2 600 Sędzia: Zaven Hovhannisyan |

| 53 sierpnia 2023 | Dinamo Tbilisi | 0:1   | Ħamrun Spartans |                                                                             |
| 18:00 CEST       |                | (0:1) | 45+2' Đuranović | Stadion im. Borisa Paiczadze, Tbilisi Widzów: 2 500 Sędzia: Wiktor Szymusik |

| 63 sierpnia 2023 | Urartu Erywań         | 2:3   | Farul Konstanca                 |                                                       |
| 18:00 CEST       | Antwi 11' · Sabua 47' | (1:0) | 53' Nedelcu · 57', 90+1' Alibec | Stadion Urartu, Erywań Widzów: 3 500 Sędzia: Tom Owen |

| 71 sierpnia 2023 | Budućnost Podgorica                         | 3:4   | FK Struga                             |                                                                  |
| 21:00 CEST       | Đuričković 7' · Adžić 45+9' · Sekulović 82' | (2:2) | 11', 45+3', 74' Radeski · 66' Ibraimi | Stadion Pod Goricom, Podgorica Widzów: 3 200 Sędzia: David Munro |

| 83 sierpnia 2023 | Larne F.C.     | 1:4   | Ballkani                                      |                                                                 |
| 20:30 CEST       | Bonis 60' (k.) | (0:2) | 27', 36' Gripshi · 46' Rrahmani · 66' Kryeziu | Solitude, Belfast Widzów: 1 301 Sędzia: Vilhjalmur Thorarinsson |

## III runda kwalifikacyjna
Do startu w III rundzie kwalifikacyjnej w ścieżce mistrzowskiej uprawnionych było 10 drużyn (8 z poprzedniej rundy i 2 z I rundy kwalifikacji Ligi Mistrzów, które otrzymały wolny los w poprzedniej rundzie).

### Podział na koszyki
Zespoły podzielono na 2 koszyki, bez rozstawień. Dwie drużyny, które otrzymały wolny los w poprzedniej rundzie, znalazły się w oddzielnych koszykach.
Oznaczenia:
| Drużyny, które awansowały z II rundy eliminacyjnej. |

| Drużyny, które zaczęły rywalizację od III rundy eliminacyjnej, otrzymując wolny los. |

| Grupa 1          | Grupa 1 |
| Drużyna          |         |
| ---------------- | ------- |
| Flora Tallinn    |         |
| Valmiera FC      |         |
| Ħamrun Spartans  |         |
| Ferencvárosi TC  |         |
| Partizani Tirana |         |
| Farul Konstanca  |         |

| Grupa 2          | Grupa 2 |
| Drużyna          |         |
| ---------------- | ------- |
| Lincoln Red Imps |         |
| Swift Hesperange |         |
| FK Struga        |         |
| Ballkani         |         |

### Pary III rundy kwalifikacyjnej
| Drużyna 1                            | Wynik dwumeczu | Drużyna 2        | Pierwszy mecz | Drugi mecz |
| ------------------------------------ | -------------- | ---------------- | ------------- | ---------- |
| Ħamrun Spartans                      | 2:8            | Ferencvárosi TC  | 1:6           | 1:2        |
| Farul Konstanca                      | 5:0            | Flora Tallinn    | 3:0           | 2:0        |
| Valmiera FC                          | 1:3            | Partizani Tirana | 1:2           | 0:1        |
| Ballkani                             | 5:1            | Lincoln Red Imps | 2:0           | 3:1        |
| FK Struga                            | 4:3            | Swift Hesperange | 3:1           | 1:2        |
| Po lewej gospodarz pierwszego meczu. |                |                  |               |            |

### Pierwsze mecze
| 110 sierpnia 2023 | Ħamrun Spartans | 1:6   | Ferencvárosi TC                                                     |                                                                   |
| 19:30 CEST        | Montebello 89'  | (0:1) | 3' Abu Fani · 51' Zachariassen · 53', 56', 65' B. Varga · 90' Owusu | Centenary Stadium, Ta’ Qali Widzów: 2 244 Sędzia: Eldorjan Hamiti |

| 210 sierpnia 2023 | Farul Konstanca                          | 3:0   | Flora Tallinn |                                                                   |
| 19:30 CEST        | Alibec 48' · Budescu 80' · Queirós 90+5' | (0:0) |               | Stadion Viitorul, Ovidiu Widzów: 4 076 Sędzia: Janis Papadopoulos |

| 310 sierpnia 2023 | Valmiera FC | 1:2   | Partizani Tirana      |                                                        |
| 19:00 CEST        | Silva 27'   | (1:0) | 58' Cara · 76' Grezda | Stadion Skonto, Ryga Widzów: 1 524 Sędzia: Joni Hyytiä |

| 410 sierpnia 2023 | Ballkani                  | 2:0   | Lincoln Red Imps |                                                                                   |
| 20:45 CEST        | Korenica 59' · Trashi 62' | (0:0) |                  | Stadion im. Fadila Vokrriego, Prisztina Widzów: 4 000 Sędzia: Kristoffer Karlsson |

| 510 sierpnia 2023 | FK Struga                       | 3:1   | Swift Hesperange |                                                                                                   |
| 17:00 CEST        | Ibraimi 23', 40' (k.), 77' (k.) | (2:0) | 46' Stolz        | Centrum treningowe im. Petara Miłoszewskiego, Skopje Widzów: 423 Sędzia: Jakob Alexander Sundberg |

### Rewanże
| 117 sierpnia 2023 | Ferencvárosi TC           | 2:1   | Ħamrun Spartans |                                                                 |
| 19:00 CEST        | Traoré 41' · B. Varga 69' | (1:1) | 6' Mbong        | Groupama Aréna, Budapeszt Widzów: 11 375 Sędzia: Georgi Dawidow |

| 216 sierpnia 2023 | Flora Tallinn | 0:2   | Farul Konstanca             |                                                             |
| 18:00 CEST        |               | (0:2) | 4' Rivaldinho · 18' Budescu | A. Le Coq Arena, Tallinn Widzów: 1 010 Sędzia: Luka Bilbija |

| 317 sierpnia 2023 | Partizani Tirana | 1:0   | Valmiera FC |                                                                     |
| 20:00 CEST        | Cara 21' (k.)    | (1:0) |             | Stadiumi Ruzhdi Bizhuta, Elbasan Widzów: 1 200 Sędzia: Sandi Putros |

| 417 sierpnia 2023 | Lincoln Red Imps | 1:3   | Ballkani                            |                                                                    |
| 18:00 CEST        | Juampe 66'       | (0:0) | 48' Korenica · 64' Kuč · 90+8' Zyba | Victoria Stadium, Gibraltar Widzów: 724 Sędzia: Kristoffer Hagenes |

| 517 sierpnia 2023 | Swift Hesperange                | 2:1   | FK Struga   |                                                                           |
| 20:00 CEST        | Hemkemeier 70' · Akhalaia 90+4' | (0:1) | 17' Ibraimi | Stade de Luxembourg, Luksemburg Widzów: 1 402 Sędzia: Matthew De Gabriele |

## Runda play-off
Do startu w rundzie play-off w ścieżce mistrzowskiej uprawnionych było 10 drużyn (5 z poprzedniej rundy oraz 5 z III rundy kwalifikacji Ligi Europy w ścieżce mistrzowskiej), z czego 5 było rozstawionych.

### Podział na koszyki
Zespoły podzielono na 2 koszyki. Za rozstawione drużyny uznano zespoły, które odpadły w III rundzie kwalifikacyjnej Ligi Europy UEFA, natomiast za nierozstawione uznano zespoły, które wygrały w poprzedniej rundzie.
| Grupa 1                | Grupa 1 |
| ---------------------- | ------- |
| Drużyny rozstawione    |         |
| Drużyna                |         |
| Žalgiris Wilno         |         |
| BATE Borysów           |         |
| Drużyny nierozstawione |         |
| Drużyna                |         |
| Ferencvárosi TC        |         |
| Ballkani               |         |

| Grupa 2                | Grupa 2 |
| ---------------------- | ------- |
| Drużyny rozstawione    |         |
| Drużyna                |         |
| Breiðablik             |         |
| HJK Helsinki           |         |
| FK Astana              |         |
| Drużyny nierozstawione |         |
| Drużyna                |         |
| Partizani Tirana       |         |
| Farul Konstanca        |         |
| FK Struga              |         |

### Pary rundy play-off
| Drużyna 1                            | Wynik dwumeczu | Drużyna 2        | Pierwszy mecz | Drugi mecz |
| ------------------------------------ | -------------- | ---------------- | ------------- | ---------- |
| Ballkani                             | 4:2            | BATE Borysów     | 4:1           | 0:1        |
| Žalgiris Wilno                       | 0:7            | Ferencvárosi TC  | 0:4           | 0:3        |
| FK Struga                            | 0:2            | Breiðablik       | 0:1           | 0:1        |
| Farul Konstanca                      | 2:3            | HJK Helsinki     | 2:1           | 0:2        |
| FK Astana                            | 2:1            | Partizani Tirana | 1:0           | 1:1        |
| Po lewej gospodarz pierwszego meczu. |                |                  |               |            |

### Pierwsze mecze
| 124 sierpnia 2023 | Ballkani                                   | 4:1   | BATE Borysów |                                                                             |
| 20:45 CEST        | Jashanica 31' · Tolaj 58', 66' · Thaqi 89' | (1:1) | 10' Łapcieu  | Stadion im. Fadila Vokrriego, Prisztina Widzów: 7 564 Sędzia: Wolen Chinkow |

| 224 sierpnia 2023 | Žalgiris Wilno | 0:4   | Ferencvárosi TC                                 |                                                           |
| 18:00 CEST        |                | (0:1) | 17', 84' Traoré · 65' (k.) B. Varga · 75' Pešić | Stadion LFF, Wilno Widzów: 3 151 Sędzia: Igor Stojczewski |

| 324 sierpnia 2023 | FK Struga | 0:1   | Breiðablik       |                                                                            |
| 17:00 CEST        |           | (0:1) | 35' Gunnlaugsson | Stadion Biljanini Izwori, Ochryda Widzów: 1 203 Sędzia: Damian Sylwestrzak |

| 424 sierpnia 2023 | Farul Konstanca              | 2:1   | HJK Helsinki |                                                                |
| 19:00 CEST        | Rivaldinho 58' · Popescu 82' | (0:0) | 50' Toivio   | Stadion Viitorul, Ovidiu Widzów: 4 032 Sędzia: Philip Farrugia |

| 524 sierpnia 2023 | FK Astana  | 1:0   | Partizani Tirana |                                                              |
| 16:00 CEST        | Lončar 41' | (1:0) |                  | Astana Arena, Astana Widzów: 18 634 Sędzia: Donald Robertson |

### Rewanże
| 131 sierpnia 2023 | BATE Borysów | 1:0   | Ballkani |                                                                        |
| 20:00 CEST        | Kancawy 30'  | (1:0) |          | Mezőkövesdi Városi Stadion, Mezőkövesd Widzów: 0 Sędzia: Juri Frischer |

| 231 sierpnia 2023 | Ferencvárosi TC                    | 3:0   | Žalgiris Wilno |                                                               |
| 20:00 CEST        | Traoré 4', 48' · B. Varga 42' (k.) | (2:0) |                | Groupama Aréna, Budapeszt Widzów: 12 073 Sędzia: Urs Schnyder |

| 331 sierpnia 2023 | Breiðablik   | 1:0   | FK Struga |                                                                 |
| 18:45 CEST        | Einarsson 3' | (1:0) |           | Kópavogsvöllur, Kópavogur Widzów: 1 450 Sędzia: Daniel Schlager |

| 431 sierpnia 2023 | HJK Helsinki       | 2:0   | Farul Konstanca |                                                               |
| 20:00 CEST        | Radulović 20', 70' | (1:0) |                 | Bolt Arena, Helsinki Widzów: 6 671 Sędzia: Sebastian Gishamer |

| 531 sierpnia 2023 | Partizani Tirana | 1:1   | FK Astana   |                                                                           |
| 20:00 CEST        | Bintsouka 25'    | (1:0) | 46' Tomasov | Stadiumi Ruzhdi Bizhuta, Elbasan Widzów: 6 000 Sędzia: Abdulkadir Bitigen |